# Puchar Włoch w piłce siatkowej mężczyzn (2020/2021)
Rozgrywki o Puchar Włoch w piłce siatkowej mężczyzn w sezonie 2020/2021 (Del Monte Coppa Italia Superlega) zainaugurowane zostały 13 września 2020 roku. Składały się one z fazy grupowej, ćwierćfinałów, półfinałów i finału.
W Pucharze Włoch 2020/2021 uczestniczy 12 drużyn z obecnego sezonu 2020/2021.
Cztery najlepsze sklasyfikowane drużyny z poprzedniego sezonu 2019/2020: Cucine Lube Civitanova, Leo Shoes Modena, Sir Safety Conad Perugia i Itas Trentino kwalifikują się bezpośrednio do ćwierćfinałów. Pozostałe 8 drużyn zostały podzielone na dwie grupy składające się z 4 drużyn, utworzone na podstawie klasyfikacji końcowej sezonu 2019/2020. Te drużyny rozegrały 3 mecze między sobą w terminach: 13, 20 i 23 września. Dwie najlepsze drużyny z każdej grupy dołączają do pozostałych czterech już zakwalifikowanych do ćwierćfinału. Gospodarzami meczów ćwierćfinałowych są drużyny najwyżej sklasyfikowane po pierwszej rundzie zasadniczej sezonu 2020/2021. Zwycięzcy meczów ćwierćfinałowych zagrają w półfinałach.
Półfinały i finał rozegrane zostaną w dniach 30–31 stycznia 2021 roku w Unipol Arena w Casalecchio di Reno.

## Drużyny uczestniczące
| Serie A1 | Serie A1                             | Serie A1     |
| Rk       | Zespół                               | Osiągnięcie  |
| -------- | ------------------------------------ | ------------ |
| 1        | Cucine Lube Civitanova               | zwycięzca    |
| 2        | Sir Safety Conad Perugia             | finał        |
| 3        | Itas Trentino                        | półfinał     |
| 4        | Leo Shoes Modena                     | półfinał     |
| 5        | Vero Volley Monza                    | ćwierćfinał  |
| 6        | Allianz Milano                       | ćwierćfinał  |
| 7        | Consar Rawenna                       | ćwierćfinał  |
| 8        | Kioene Padwa                         | ćwierćfinał  |
| 9        | Top Volley Cisterna                  | faza grupowa |
| 10       | Tonno Callipo Calabria Vibo Valentia | faza grupowa |
| 11       | NBV Werona                           | faza grupowa |
| 12       | Gas Sales Bluenergy Piacenza         | faza grupowa |

## Wyniki spotkań[3]

### Faza grupowa
awans do ćwierćfinału

#### Grupa A
Tabela
| Lp. | Drużyna                              | Pkt | Mecze | Mecze   | Mecze   | Sety | Sety | Sety  | Małe punkty | Małe punkty | Małe punkty |
| Lp. | Drużyna                              | Pkt | M     | W (3:2) | P (2:3) | wyg. | prz. | ratio | zdob.       | str.        | ratio       |
| --- | ------------------------------------ | --- | ----- | ------- | ------- | ---- | ---- | ----- | ----------- | ----------- | ----------- |
| 1   | Vero Volley Monza                    | 7   | 3     | 3 (2)   | 0 (0)   | 9    | 4    | 2.250 | 302         | 251         | 1.203       |
| 2   | Allianz Milano                       | 7   | 3     | 2 (0)   | 1 (1)   | 8    | 4    | 2.000 | 273         | 245         | 1.114       |
| 3   | Tonno Callipo Calabria Vibo Valentia | 3   | 3     | 1 (0)   | 2 (0)   | 4    | 6    | 0.667 | 209         | 239         | 0.874       |
| 4   | NBV Werona                           | 1   | 3     | 0 (0)   | 3 (1)   | 2    | 9    | 0.222 | 216         | 265         | 0.815       |

Źródło: 
Punktacja: 3:0 i 3:1 – 3 pkt; 3:2 – 2 pkt; 2:3 – 1 pkt; 1:3 i 0:3 – 0 pkt
Zasady ustalania kolejności: 1. liczba punktów; 2. liczba zwycięstw; 3. stosunek setów; 4. stosunek małych punktów
Wyniki spotkań
| 13.09.2020    | Allianz Milano      | 3:0 (25:21, 25:17, 25:17) | NBV Werona           | Centro Pavesi FIPAV, Mediolan                                             |  |
| 18:00 (UTC+1) | Stephen Maar 14 pkt | raport                    | Stéphen Boyer 13 pkt | Widzów: 212 Sędziowie: Giuliano Venturi i Mauro Goitre MVP: Yūki Ishikawa |  |

| 13.09.2020    | Vero Volley Monza      | 3:0 (25:18, 25:19, 25:19) | Tonno Callipo Calabria Vibo Valentia | Candy Arena, Monza                                                        |  |
| 15:30 (UTC+1) | Adis Lagumdzija 16 pkt | raport                    | Thibault Rossard 13 pkt              | Widzów: 263 Sędziowie: Umberto Zanussi i Dominga Lot MVP: Adis Lagumdzija |  |

| 20.09.2020    | NBV Werona            | 2:3 (16:25, 15:25, 25:22, 28:26, 8:15) | Vero Volley Monza         | PalaOlimpia, Werona                                                              |  |
| 18:00 (UTC+1) | Matej Kazijski 23 pkt | raport                                 | Donovan Džavoronok 29 pkt | Widzów: 365 Sędziowie: Bruno Frapiccini i Ubaldo Luciani MVP: Donovan Džavoronok |  |

| 20.09.2020    | Tonno Callipo Calabria Vibo Valentia | 1:3 (14:25, 25:20, 15:25, 22:25) | Allianz Milano    | PalaMaiata, Vibo Valentia                                                      |  |
| 16:00 (UTC+1) | Aboubacar Dramé Neto 17 pkt          | raport                           | Jean Patry 16 pkt | Widzów: 246 Sędziowie: Gianluca Cappello i Alessandro Tanasi MVP: Matteo Piano |  |

| 23.09.2020    | Allianz Milano    | 2:3 (13:25, 28:26, 25:20, 21:25, 16:18) | Vero Volley Monza     | Centro Pavesi FIPAV, Mediolan                                           |  |
| 18:00 (UTC+1) | Luan Weber 15 pkt | raport                                  | Marko Sedlaček 25 pkt | Widzów: 202 Sędziowie: Simone Santi i Roberto Boris MVP: Marko Sedlaček |  |

| 23.09.2020    | NBV Werona            | 0:3 (24:26, 21:25, 24:26) | Tonno Callipo Calabria Vibo Valentia | PalaOlimpia, Werona                                     |  |
| 20:30 (UTC+1) | Matej Kazijski 13 pkt | raport                    | Thibault Rossard 20 pkt              | Widzów: 313 Sędziowie: Andrea Pozzato i Massimo Florian |  |

#### Grupa B
Tabela
| Lp. | Drużyna                      | Pkt | Mecze | Mecze   | Mecze   | Sety | Sety | Sety  | Małe punkty | Małe punkty | Małe punkty |
| Lp. | Drużyna                      | Pkt | M     | W (3:2) | P (2:3) | wyg. | prz. | ratio | zdob.       | str.        | ratio       |
| --- | ---------------------------- | --- | ----- | ------- | ------- | ---- | ---- | ----- | ----------- | ----------- | ----------- |
| 1   | Kioene Padwa                 | 7   | 3     | 3 (2)   | 0 (0)   | 9    | 5    | 1.800 | 321         | 304         | 1.056       |
| 2   | Consar Rawenna               | 7   | 3     | 2 (0)   | 1 (1)   | 8    | 3    | 2.667 | 258         | 236         | 1.093       |
| 3   | Top Volley Cisterna          | 4   | 3     | 1 (0)   | 2 (1)   | 5    | 7    | 0.714 | 267         | 271         | 0.985       |
| 4   | Gas Sales Bluenergy Piacenza | 0   | 3     | 0 (0)   | 3 (0)   | 2    | 9    | 0.222 | 240         | 275         | 0.873       |

Źródło: 
Punktacja: 3:0 i 3:1 – 3 pkt; 3:2 – 2 pkt; 2:3 – 1 pkt; 1:3 i 0:3 – 0 pkt
Zasady ustalania kolejności: 1. liczba punktów; 2. liczba zwycięstw; 3. stosunek setów; 4. stosunek małych punktów
Wyniki spotkań
| 13.09.2020    | Consar Rawenna       | 2:3 (19:25, 25:21, 25:23, 32:34, 7:15) | Kioene Padwa        | Pala De Andrè, Rawenna                                                          |  |
| 18:00 (UTC+1) | Giulio Pinali 23 pkt | raport                                 | Tonček Štern 23 pkt | Widzów: 398 Sędziowie: Giuseppe Curto i Massimiliano Giardini MVP: Tonček Štern |  |

| 13.09.2020    | Gas Sales Bluenergy Piacenza | 1:3 (22:25, 25:23, 26:28, 19:25) | Top Volley Cisterna   | Pala Banca, Piacenza                                                        |  |
| 18:00 (UTC+1) | Aaron Russell 17 pkt         | raport                           | Luigi Randazzo 16 pkt | Widzów: 682 Sędziowie: Marco Braico i Alessandro Cerra MVP: Daniele Sottile |  |

| 20.09.2020    | Kioene Padwa        | 3:1 (25:19, 23:25, 26:24, 25:21) | Gas Sales Bluenergy Piacenza | Kioene Arena, Padwa                                                          |  |
| 18:00 (UTC+1) | Tonček Štern 21 pkt | raport                           | Georg Grozer 22 pkt          | Widzów: 425 Sędziowie: Daniele Rapisarda i Stefano Caretti MVP: Tonček Štern |  |

| 20.09.2020    | Top Volley Cisterna  | 0:3 (16:25, 23:25, 20:25) | Consar Rawenna       | Palazzetto dello Sport, Cisterna di Latina              |  |
| 18:00 (UTC+1) | Samuel Onwuelo 9 pkt | raport                    | Giulio Pinali 16 pkt | Widzów: 250 Sędziowie: Marco Zavater i Maurizio Canessa |  |

| 23.09.2020    | Consar Rawenna          | 3:0 (25:23, 25:18, 25:18) | Gas Sales Bluenergy Piacenza              | Pala De Andrè, Rawenna                                  |  |
| 20:30 (UTC+1) | Francesco Recine 11 pkt | raport                    | Aaron Russell 6 pkt Trévor Clévenot 6 pkt | Widzów: 506 Sędziowie: Luca Saltalippi i Rocco Brancati |  |

| 23.09.2020    | Kioene Padwa        | 3:2 (20:25, 25:21, 19:25, 25:23, 15:13) | Top Volley Cisterna   | Kioene Arena, Padwa                                               |  |
| 20:30 (UTC+1) | Tonček Štern 26 pkt | raport                                  | Samuel Onwuelo 18 pkt | Widzów: 451 Sędziowie: Rossella Piana i Veronica Mioara Papadopol |  |

### Drabinka[4]
|  |              |                          |              |                          |   |           |                          |           |  |  |       |       |       |
|  | Ćwierćfinały | Ćwierćfinały             | Ćwierćfinały |                          |   | Półfinały | Półfinały                | Półfinały |  |  | Finał | Finał | Finał |
|  | Ćwierćfinały | Ćwierćfinały             | Ćwierćfinały |                          |   | Półfinały | Półfinały                | Półfinały |  |  | Finał | Finał | Finał |
|  |              |                          |              |                          |   |           |                          |           |  |  |       |       |       |
|  |              |                          |              |                          |   |           |                          |           |  |  |       |       |       |
|  | 1            | Cucine Lube Civitanova   | 3            |                          |   |           |                          |           |  |  |       |       |       |
|  | 1            | Cucine Lube Civitanova   | 3            |                          |   |           |                          |           |  |  |       |       |       |
|  | 8            | Kioene Padwa             | 0            |                          |   |           |                          |           |  |  |       |       |       |
|  | 8            | Kioene Padwa             | 0            |                          |   | 1         | Cucine Lube Civitanova   | 3         |  |  |       |       |       |
|  |              |                          |              |                          |   | 1         | Cucine Lube Civitanova   | 3         |  |  |       |       |       |
|  |              |                          | 4            | Leo Shoes Modena         | 0 |           |                          |           |  |  |       |       |       |
|  | 4            | Leo Shoes Modena         | 4            | Leo Shoes Modena         | 0 | 3         |                          |           |  |  |       |       |       |
|  | 4            | Leo Shoes Modena         |              |                          |   |           |                          |           |  |  |       |       |       |
|  | 5            | Vero Volley Monza        | 0            |                          |   |           |                          |           |  |  |       |       |       |
|  | 5            | Vero Volley Monza        | 0            |                          |   | 1         | Cucine Lube Civitanova   | 3         |  |  |       |       |       |
|  |              |                          |              |                          |   |           |                          |           |  |  |       |       |       |
|  |              |                          | 2            | Sir Safety Conad Perugia | 1 |           |                          |           |  |  |       |       |       |
|  | 2            | Sir Safety Conad Perugia | 2            | Sir Safety Conad Perugia | 1 | 3         |                          |           |  |  |       |       |       |
|  | 2            | Sir Safety Conad Perugia |              |                          |   |           |                          |           |  |  |       |       |       |
|  | 7            | Consar Rawenna           | 1            |                          |   |           |                          |           |  |  |       |       |       |
|  | 7            | Consar Rawenna           | 1            |                          |   | 2         | Sir Safety Conad Perugia | 3         |  |  |       |       |       |
|  |              |                          |              |                          |   | 2         | Sir Safety Conad Perugia | 3         |  |  |       |       |       |
|  |              |                          | 3            | Itas Trentino            | 0 |           |                          |           |  |  |       |       |       |
|  | 3            | Itas Trentino            | 3            | Itas Trentino            | 0 | 3         |                          |           |  |  |       |       |       |
|  | 3            | Itas Trentino            |              |                          |   |           |                          |           |  |  |       |       |       |
|  | 6            | Allianz Milano           | 0            |                          |   |           |                          |           |  |  |       |       |       |
|  | 6            | Allianz Milano           | 0            |                          |   |           |                          |           |  |  |       |       |       |

### Ćwierćfinały[5]
| 27.01.2021    | Cucine Lube Civitanova   | 3:0 (25:13, 25:12, 25:16) | Kioene Padwa        | Eurosuole Forum, Civitanova Marche           |  |
| 17:00 (UTC+1) | Osmany Juantorena 11 pkt | raport                    | Marco Vitelli 6 pkt | Sędziowie: Alessandro Cerra i Rocco Brancati |  |

| 27.01.2021              | Leo Shoes Modena    | 3:0 (28:26, 25:17, 26:24) | Vero Volley Monza      | PalaPanini, Modena                     |  |
| 20:30 Rai Sport (UTC+1) | Luca Vettori 13 pkt | raport                    | Adis Lagumdzija 17 pkt | Sędziowie: Simone Santi i Marco Braico |  |

| 27.01.2021    | Sir Safety Conad Perugia | 3:1 (25:27, 26:24, 26:24, 25:21) | Consar Rawenna          | Pala Barton, Perugia                                           |  |
| 18:00 (UTC+1) | Wilfredo León 25 pkt     | raport                           | Francesco Recine 20 pkt | Sędziowie: Rossella Piana i Giuseppe Curto MVP: Sebastián Solé |  |

| 27.01.2021    | Itas Trentino           | 3:0 (25:22, 25:21, 25:21) | Allianz Milano       | BLM Group Arena, Trydent                                          |  |
| 19:00 (UTC+1) | Nimir Abdel-Aziz 17 pkt | raport                    | Yūki Ishikawa 11 pkt | Sędziowie: Umberto Zanussi i Andrea Puecher MVP: Nimir Abdel-Aziz |  |

### Półfinały[6]
| 30.01.2021              | Cucine Lube Civitanova | 3:0 (27:25, 25:22, 25:21) | Leo Shoes Modena    | Unipol Arena, Casalecchio di Reno     |  |
| 15:30 Rai Sport (UTC+1) | Joandry Leal 19 pkt    | raport                    | Luca Vettori 21 pkt | Sędziowie: Ilaria Vagni i Dominga Lot |  |

| 30.01.2021              | Sir Safety Conad Perugia | 3:0 (25:19, 25:14, 25:17) | Itas Trentino            | Unipol Arena, Casalecchio di Reno                          |  |
| 18:00 Rai Sport (UTC+1) | Wilfredo León 27 pkt     | raport                    | Ricardo Lucarelli 10 pkt | Sędziowie: Mauro Goitre i Marco Zavater MVP: Wilfredo León |  |

### Finał[7]
| 31.01.2021              | Cucine Lube Civitanova                            | 3:1 (25:17, 18:25, 25:17, 25:17) | Sir Safety Conad Perugia | Unipol Arena, Casalecchio di Reno                                     |  |
| 18:00 Rai Sport (UTC+1) | Joandry Leal 17 pkt Roberlandy Simón Aties 17 pkt | raport                           | Wilfredo León 21 pkt     | Sędziowie: Stefano Cesare i Roberto Boris MVP: Roberlandy Simón Aties |  |